# Dydym

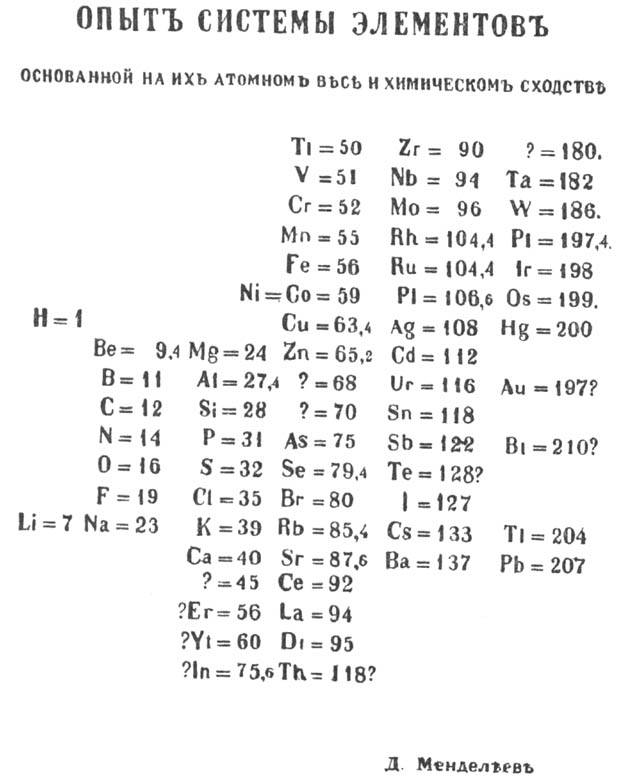
Dydym w pierwszym wydaniu tablicy Mendelejewa

Dydym (także didym) – nazwa zaproponowana w 1841 roku przez C. G. Mosandera dla rzekomego pierwiastka chemicznego mającego być jednym z lantanowców (proponowany symbol to Di). Później jednak okazało się, że jest to mieszanina dwóch pierwiastków, nazwanych w 1885 roku przez Auera von Welsbacha neodymem i prazeodymem.